# 입체수
입체수 (steric number)란 분자의 모양을 결정하는 데 많이 사용된다. 어떤 분자에서 중심이 되는 원자 주위에 있는 전자쌍수를 말한다. 전자쌍이라고 할 때 비공유 전자쌍과 공유 전자쌍을 모두 말한다. 이때 공유전자쌍은 이중이나 삼중결합등도 하나의 전자쌍으로 취급한다. 입체수를 약자로 SN이라고 표시한다.
예를 들어 SN5이라고 하면 중심원자 주위에 5개의 전자쌍(이중이나 삼중결합은 전자쌍 한개로 취급)이 존재한다는 것이다.SN의 값에 따라서 분자가 어떤 구조로 존재하는지 예측할 수 있다.
SN2를 입체수로 가지는 분자는 직선형구조(CO2, BeH2,..) SN3를 입체수로 가지는 분자는 평면삼각형구조(BCl3,..) SN4를 입체수로 가지는 분자는 삼각뿔구조(NH3,..), 평면굽은형구조(H2O,..), 정사면체구조(CH4,..)처럼 입체수를 기준으로 분자의 모형을분류한다.